# Titanic: Challenge of Discovery
Titanic: Challenge of Discovery es un videojuego desarrollado por el estudio de Maris Multimedia en Moscú y publicado por Panasonic Interactive Media el 24 de agosto de 1998 para Windows.

## Jugabilidad
El jugador forma parte de un equipo arqueológico submarino a cargo de tres famosos naufragios: la galera romana Isis, el acorazado alemán Bismarck y el RMS Titanic.
Con un presupuesto limitado y una ventana de oportunidad, debes reunir una tripulación y un equipo, luego investigar las leyendas y cuentos de los naufragios para encontrar un área general para buscar. Una vez que esté en el mar, utilizará las herramientas comunes del oficio, desde un sonar remolcado hasta sumergibles controlados a distancia para buscar señales de escombros. Con una ubicación probable, se pueden excavar valiosas piezas históricas. Hacer todo esto mientras mantienes una tripulación feliz y saludable y no pierdes ningún equipo te dará los puntos que necesitas para abordar el siguiente objetivo.
Los miembros de la tripulación tienen estadísticas ocultas, que afectan el tiempo que lleva realizar los trabajos y lo bien que se realizan. Las condiciones climáticas y del mar pueden afectar sus elecciones del día, ya que las malas condiciones podrían hacer que la búsqueda no sólo sea difícil, sino también peligrosa.
El juego se juega principalmente a través de un conjunto de paneles de control similares a los sistemas de barcos. Además, el vehículo de control remoto Jason y el submarino Discovery se controlan en una situación similar a un simulador en primera persona, con el oscuro fondo del océano mostrado ante usted en gráficos 3-D.
El juego es principalmente para aquellos interesados en la búsqueda en aguas profundas, ya que gran parte del tiempo se dedica a escuchar las huellas del sonar y examinar el fondo del océano, determinando qué es una pieza de una galera romana y qué es un caza de la Segunda Guerra Mundial.

## Desarrollo
Basado en las experiencias del Dr. Ballard, Ballard comentó que "Mi principal objetivo para este CD-ROM era dar vida a todos los desafíos, la intensa emoción y los triunfos que experimenté durante mis numerosos viajes de exploración submarina".
Fue "desarrollado durante dos años por 40 científicos rusos".

## Recepción
"LearningWare Reviews" consideró que era una idea "espectacular" pero muy desafiante. PC World pensó que una premisa intrigante fue decepcionada por una mala ejecución. CBS citó a Ballard diciendo que elogiaba el realismo gráfico. Chicago Tribune lo consideró "sofisticado y completamente atractivo". Elogiando los juegos, Washington Post señaló que "pocas personas fabrican ya CD-ROM de mesa de café como este". PC Mag lo consideró "maravilloso". Popular Science dio nota del realismo del juego.